# Aurangzeb
Abu l-Mudhaffar Muhammad Muhyi l-Din Awrangzib Alamgir Badxah i-Ghazi, conegut com a Aurangzeb (Dhod, a Malwa, 24 d'octubre de 1618 - Dècan, 2 de març del 1707) fou emperador mogol de Delhi. Era el tercer fill de Xa Jahan i de Mumtaz Mahal (filla d'Asaf Khan).

## Biografia
Va rebre una acurada educació i va tenir el seu primer càrrec el 1635 (comandant de deu mil) prenent part a una campanya contra Djudhar Singh Bundela. El 1536 fou nomenat virrei del Dècan, però va renunciar el 1644 probablement en protesta pel favor cap al seu germà gran Dara per la successió. Llavors fou nomenat governador de Gujarat i el 1646 de Balkh conquerida poc abans sota la direcció nominal del seu germà petit Murad Bakhsh. Encara que va governar encertadament va haver d'entregar Balkh a l'uzbek Nazar Muhammad Khan. El 1648 va ser nomenat governador de Multan amb l'encàrrec de recuperar Kandahar als perses; va assetjar la ciutat el 1649 i 1651 sense èxit. Un tercer setge dirigit per Dara també va fracassar.
El 1652 fou nomenat per segona vegada virrei del Dècan; el seu assessor financer Murshid Kufi Khan va intentar redreçar la situació econòmica. El 1655 va assetjar Golconda, que hauria conquerit, però l'emperador li va ordenar fer la pau i acceptar el tribut. El 1656 va atacar Bidjapur o Bijapur, i estava a punt de conquerir Bidar i Kalyani quan l'emperador li va ordenar acceptar les condicions de pau. Shah Djahan va morir poc després el 6 de setembre de 1657. Quatre fills aspiraven a la successió. Inicialment fou proclamat Dara (Dara Shukoh) a Agra. Shudja, el segon fill era governador de Bengala i es va fer coronar tanmateix; també el fill més jove Murad es va fer coronar. Shudja va avançar cap a Agra però fou derrotat a Bahadurpur el 14 de febrer de 1658 per l'exèrcit imperial dirigit per Radja Djai Singh i per Sulayman Shukoh, i va haver de retornar a Mungir.
Aurangzeb i Murad van unir les seves forces a Ujjain i van derrotar l'exèrcit de Djaswant a Dharmat (15 d'abril de 1658); van travessar el Shambal i van derrotar Dara decisivament a la batalla de Samugarh a 13 km d'Agra (29 de maig de 1658). Dara va quedar tancat a la fortalesa. Aurangzeb llavors va fer presoner a Murad a Mathura i el va enviar a Gwalior (on fou executat el desembre de 1661). Aurangzeb es va coronar a Delhi i va perseguir a Dara cap a Multan.
Després es va dirigir a l'est contra Shudja, al que va derrotar a Khadjwah prop d'Allahabad (5 de gener de 1659). Shudja va fugir a Arakan on va morir. Aurangzeb llavors va retornar a l'oest contra Dara, que tenia el suport de Shah Nawaz Khan, el governador de Gujarat, i havia agafat posicions a Deorai, prop d'Ajmer a la Rajputana, el va derrotar en una batalla que va durar tres dies (21 a 23 de març de 1659 i el va fer fugir cap a Kandahar. Acollit per Malik Djawan el balutxi, fou entregat per aquest a Aurangzeb, i portat a Agra on fou internat a la fortalesa i poc després executat com heretge. Llavors Aurangzeb es va coronar per segona vegada el 5 de juny de 1659.
El seu general Mir Djumla va conquerir Koch Behar i Assam (1661-1663) però va morir a la lluita, i el territori es va perdre al cap de quatre anys. Els paixtus es van revoltar (els yuzufzais el 1667 i els afridis el 1672) i els atacs imperials no van aconseguir posar fi a la revolta; la pau es va restablir el 1675.
El 10 de desembre de 1678 va morir el maharajà Djaswant Singh de Marwar (Jodphur) iniciant-se la guerra dels Rajput. Aurangzeb va anar a Ajmer per conduir la campanya, però llavors es va produir la revolta del seu fill Akbar, que va fugir cap a Sambhadji. L'emperador va fer la pau amb Rana Radja Singh el juny de 1681 però els rathor rajput de Marwar van seguir en guerra fins que Ajit (fill de Djaswant Singh) va entrar a Jodhpur el 1698.
Durant aquests anys de guerra es va revoltar a Decan, Shivadji fill de Shadji Bhonsla, diplomàtic i soldat; Aurangzeb va enviar contra ell al seu oncle Shayista Khan, però fou derrotat completament; el seu successor en el comandament, Djai Singh, va aconseguir derrotar Shivadji que pel tractat de Purandar del juny de 1665 va haver d'entregar 23 de les 37 fortaleses que controlava. Shivadji va anar a la cort imperial on li fou concedit un petit càrrec administratiu (pandjhazari, comandant de cinc mil) i finalment fou empresonat, però va aconseguir fugir cap al seu país i el 1669 va començar una ofensiva, va saquejar Surat (per segona vegada el 1670) i va fer una sèrie d'atacs en els quals buscava cobrar l'impost dels territoris imperials; el 1674 Shivadji es va coronar; va morir el 1680 quan els mogols del Dècan estaven a la defensiva. Durant aquests anys els generals d'Aurangzeb, inclòs Djai Singh, van fracassar contra Bidjapur i el setembre del 1681 l'emperador va decidir anar personalment contra Burhanpur. L'imperi ja patia greus mancances per la mala administració interior.
Aurangzeb va aconseguir conquerir Bidjapur (on governava un rei menor d'edat, Sikandar Adil Shah, i el regne feia front a lluites internes) que es va rendir després de 16 meses de setge (12 de setembre de 1686); un any després queia Golconda, entregada per la traïció d'un oficial de la ciutat després de mesos de setge el 1687; i Sambhadji, fill de Shivadji, era capturat a Sanganeshwar i executat (6 de febrer de 1689).
Com que els marathes no tenien un poder centralitzat els seus oficials a les fortaleses van seguir la lluita pel seu compte, i els oficials mogols van negociar paus separades; algunes fortaleses foren conquerides per després tornar a ser perdudes; els marathes van instigar revoltes dels pobles de l'Índia Central i del Sud en contra de l'imperi.
Aurangzeb va morir al Dècan el 2 de març de 1707. El va succeir el seu fill Bahadur Shah I.

## Regnat

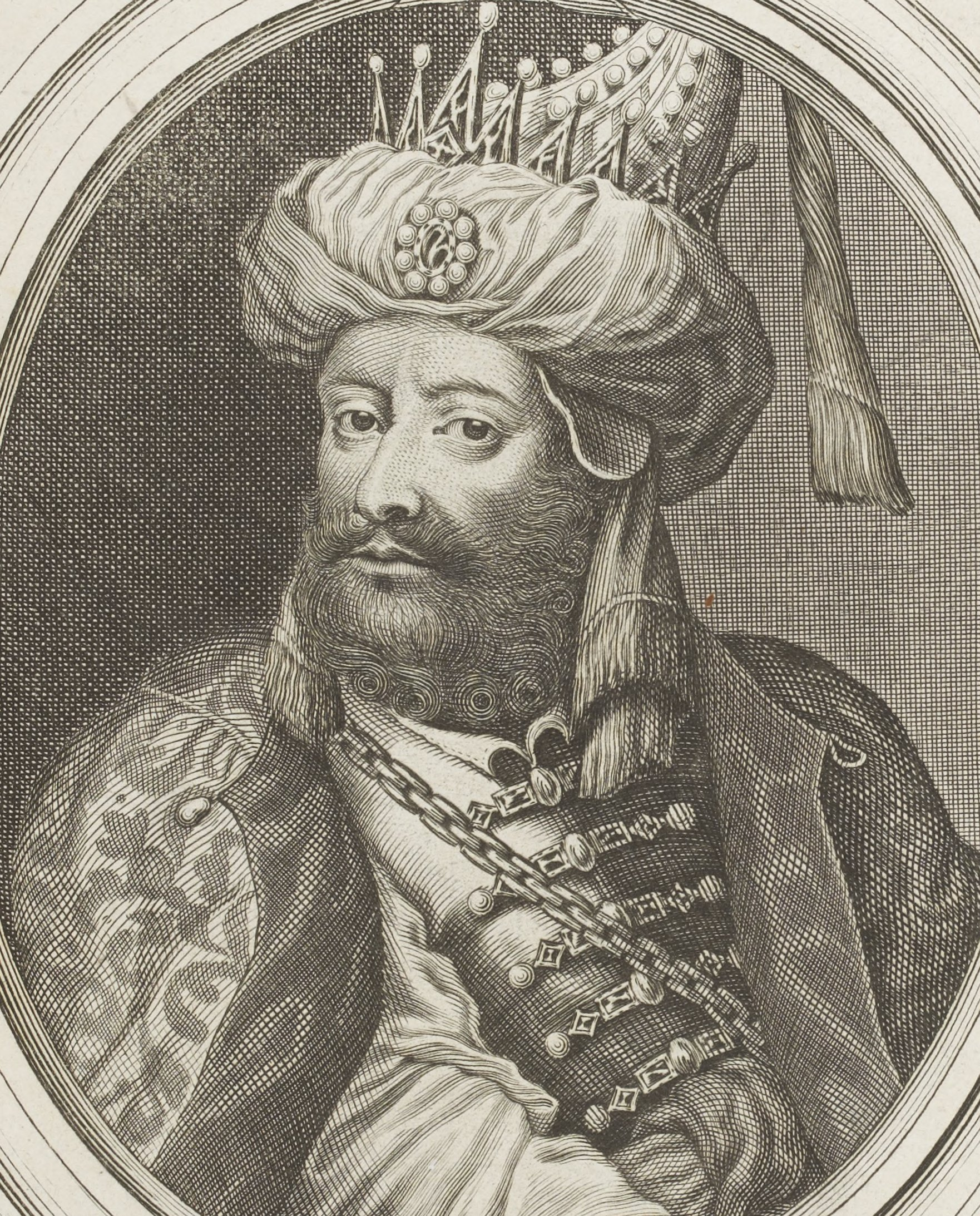
Aurangzeb emperador.

### Burocràcia
La burocràcia imperial d'Aurangzeb emprava significativament més hindús que la dels seus predecessors.
Entre 1679 i 1707, el nombre d'oficials hindús a l'administració mogol va augmentar a la meitat fins al 31,6% a causa d'un augment del reclutament de marathes per a la campanya de Dècan. A la segona meitat del seu govern, els marathes van superar els rajputs en la seva administració. No obstant això, va intentar disminuir el nombre de nobles no musulmans a la seva cort i va animar els alts funcionaris hindús a convertir-se a l'islam.

### Economia
Sota el seu regnat, l'Imperi mogol va contribuir al PIB mundial en gairebé un 25%, superant la Xina Qing, convertint-se en l'economia més gran del món i la potència manufacturera més gran, més que la totalitat d'Europa occidental, i va indicar la protoindustrialització.

### Política religiosa

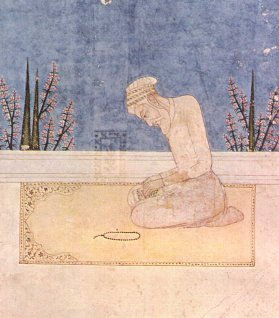
Aurangzeb va compilar la llei Hanafi introduint el Fatawa 'Alamgiri.

Aurangzeb va ser un governant musulmà ortodox. Després de les polítiques dels seus tres predecessors, va intentar fer de l'islam una força dominant en el seu regnat. No obstant això, aquests esforços el van portar a un conflicte amb les forces que s'oposaven a aquest renaixement. Aurangzeb era un seguidor de l'orde Mujaddidi i un deixeble del fill del sant panjabi, Ahmad Sirhindi. Va tractar d'establir el domini islàmic segons les instruccions i inspiració per ell.

El xeic Muhammad Ikram va declarar que després de tornar del Caixmir, Aurangzeb va emetre ordre el 1663 per prohibir la pràctica de Sati, una pràctica hindú per cremar una vídua cada vegada que el seu marit moria. Ikram va registrar que Aurangzeb va emetre un decret:
| « | A totes les terres sota control mogol, mai més els funcionaris haurien de permetre que una dona sigui cremada. | » |

Tot i que les ordres d'Aurangzeb es podien eludir amb el pagament de suborns als funcionaris, afegeix Ikram, els viatgers europeus posteriors registren que el sati no es practicava gaire a l'Imperi mogol, i que el sati era molt rar, llevat de les dones d'alguns Rajah, que les dones índies cremen en absolut al final del regnat d'Aurangzeb.
La historiadora Katherine Brown ha assenyalat que el mateix nom d'Aurangzeb sembla actuar en l'imaginari popular com a significant del fanatisme i la repressió político-religiosos, independentment de la precisió històrica. El tema també ha ressonat en els temps moderns amb les afirmacions acceptades popularment que pretenia destruir els Budes de Bamian. Com a conservador polític i religiós, Aurangzeb va optar per no seguir els punts de vista secular-religiosos dels seus predecessors després de la seva ascensió. No va fer esment del concepte persa de parentiu, el Farr-i-Aizadi, i va basar el seu govern en el concepte corànic de la reialesa. Shah Jahan ja s'havia allunyat del liberalisme d’Akbar, encara que d'una manera simbòlic més que amb la intenció de suprimir l'hinduisme, i Aurangzeb van portar el canvi encara més enllà. Encara que l'enfocament de la fe d'Akbar, Jahangir i Shah Jahan va ser més sincrètic que Baber, el fundador de l'Imperi, la posició d'Aurangzeb no és tan òbvia.
El seu èmfasi en la xaria competia, o estava directament en conflicte, amb la seva insistència que zawabit o decrets seculars podien substituir la xaria. El qazi en cap que es va negar a coronar-lo el 1659, Aurangzeb tenia la necessitat política de presentar-se com a defensor de la xaria a causa de l'oposició popular a les seves accions contra el seu pare i els seus germans. Malgrat les afirmacions d'edictes i polítiques amplis, existeixen relats contradictoris. La historiadora Katherine Brown ha argumentat que Aurangzeb mai va imposar una prohibició completa de la música. Va intentar codificar la llei hanafita mitjançant el treball de diversos centenars de juristes, anomenats Fatawa 'Alamgiri. És possible que la Guerra de Successió i les incursions contínues combinades amb la despesa de Shah Jahan van fer impossible la despesa cultural.
Va saber que a Multan, Thatta i particularment a Benarés, els brahmans hindús pertanyents a escoles establertes ensenyaven llibres falsos i havien atret nombrosos hindús i musulmans. Va ordenar als nazim d'aquestes províncies demolir les escoles i els temples dels no musulmans. A partir d'aquesta ordre, Eaton assenyala que la cort mogol estava disposada a eliminar un cert tipus d'ensenyament, encara que es desconeix exactament a quins ensenyaments o llibres fa referència l'ordre. Aurangzeb també va ordenar als subahdars que castiguessin els musulmans que vestien com a no musulmans. Les execucions del místic sufí antinomi Sarmad Kashani i del novè Guru Sikh Tegh Bahadur donen testimoni de la política religiosa d'Aurangzeb; el primer va ser decapitat per múltiples relats d'heretgia, el segon, segons els sikhs, perquè es va oposar a les conversions forçades d'Aurangzeb. Aurangzeb també havia prohibit la celebració del festival zoroastrià de Nauroz juntament amb altres cerimònies no islàmiques, i va encoratjar les conversions a l'islam; també es van informar casos de persecució contra faccions musulmanes concretes.
Yohanan Friedmann ha informat que, segons molts historiadors i pensadors moderns, el pensament purità d’Ahmad Sirhindi va inspirar la política d'ortodòxia religiosa d'Aurangzeb. 

### Política fiscal
Poc després d'arribar al poder, Aurangzeb va remetre més de 80 impostos de llarga data que afectaven tots els seus súbdits.

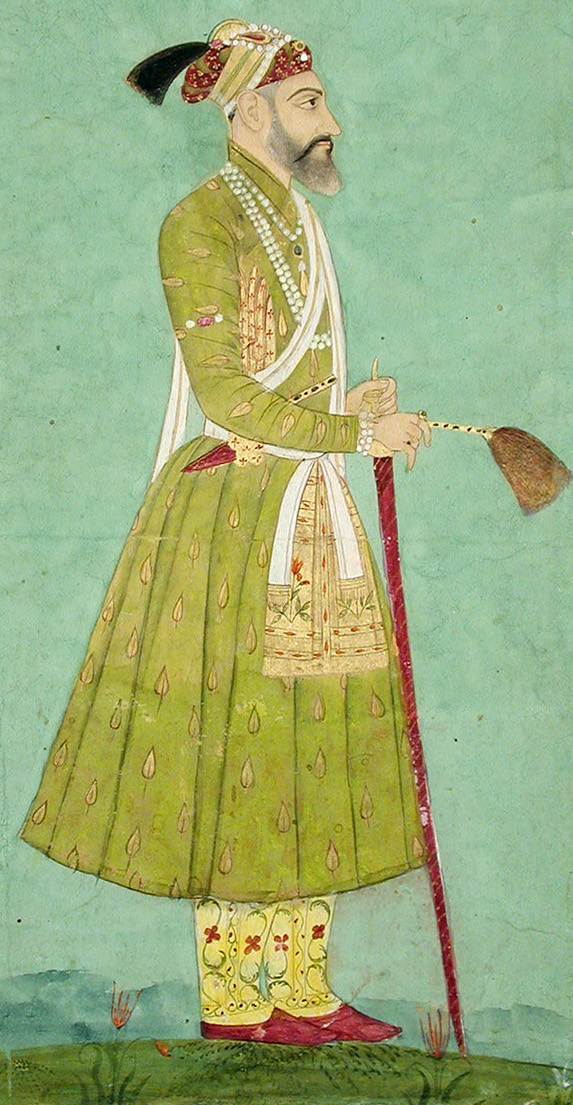
Aurangzeb sostenint una batedora

El 1679, Aurangzeb va optar per tornar a imposar la jizya, un impost militar als súbdits no musulmans en lloc del servei militar, després d'una reducció durant un període de cent anys, en el que va ser criticat per molts governants hindús, membres de la família d'Aurangzeb i funcionaris de la cort mogol. L'import específic variava segons l'estatus socioeconòmic d'un subjecte i sovint s'eximia de recaptació d'impostos a les regions afectades per calamitats; també, els funcionaris estatals de Rajput i Maratha, brahmans, dones, nens, ancians, discapacitats, aturats, malalts i bojos estaven tots exempts perpètuament. La majoria dels estudiosos moderns rebutgen que el fanatisme religiós influís en la imposició; més aviat, la realpolitik (restriccions econòmiques com a resultat de les múltiples batalles en curs i l'establiment de la credibilitat amb els ulemes ortodoxos) es considera que són els agents principals.
Aurangzeb també va fer complir una càrrega fiscal més alta sobre els comerciants hindús a una taxa del 5% (en contra del 2,5% als comerciants musulmans), la qual cosa va provocar un malestar considerable per les polítiques econòmiques d'Aurangzeb; un canvi brusc del codi fiscal uniforme d'Akbar. Segons Marc Jason Gilbert, Aurangzeb va ordenar que les taxes de jizya es paguessin personalment, davant d'un recaptador d'impostos, on els no musulmans havien de recitar un vers de l'Alcorà que es referia al seu estatus inferior com a no musulmans. Aquesta decisió va provocar protestes i lamentacions entre les masses, així com els funcionaris de la cort hindú. Per tal de fer front a les despeses de l'estat, Aurangzeb havia ordenat augments dels impostos sobre la terra; la càrrega de la qual va caure molt sobre els hindús Jats. La reimposició de la jizya va encoratjar els hindús a fugir a les zones de la jurisdicció de la Companyia de les Índies Orientals, sota les quals prevalien les polítiques de patiment religiós i les premissions d'impostos religiosos.
Aurangzeb va concedir subvencions de terres i va proporcionar fons per al manteniment dels santuaris de culte, però també (sovint) va ordenar la seva destrucció. Els historiadors moderns rebutgen l'escola de pensament dels historiadors colonials i nacionalistes sobre que aquestes destruccions estan guiades pel fanatisme religiós; més aviat, es posa èmfasi en l'associació dels temples amb la sobirania, el poder i l'autoritat.
Tot i que la construcció de mesquites es considerava un acte de deure reial envers els súbdits, també hi ha uns quants firmans en nom d' Aurangzeb, que donen suport a temples matemàtics, santuaris chishti i gurudwares, inclòs el temple Mahakaleshwar d’Ujjain, un gurudwara a Dehradun, el temple Balaji de Ujtrakoot i el temple de Gutruwamanati Guwahati, entre d'altres.
Les cròniques de la cort contemporànies esmenten centenars de temples que van ser enderrocats per Aurangzab o els seus caps, per ordre seva. El setembre de 1669, va ordenar la destrucció del temple de Vishvanath a Varanasi, que va ser establert per Raja Man Singh, el net del qual, Jai Singh, es creia que havia facilitat la fugida de Shivaji. Després de la rebel·lió dels Jat a Mathura (principis de 1670), que va matar el cap de la mesquita de la ciutat, Aurangzeb va reprimir els rebels i va ordenar que el temple Kesava Deo de la ciutat fos enderrocat i substituït per un Eidgah. El 1672–73, Aurangzeb va ordenar la represa de totes les subvencions dels hindús a tot l'Imperi, encara que això no es va seguir absolutament a regions com Gujarat, on les terres concedides en in'am als Charans no es van veure afectades. Al voltant de 1679, va ordenar la destrucció de diversos temples destacats, inclosos els de Khandela, Udaipur, Chittor i Jodhpur, que eren patrocinats pels rebels.
En una ordre específica de Benaras, Aurangzeb invoca la Sharia per declarar que els hindús tindran protecció estatal i que els temples no seran arrasats (però prohibeix la construcció de cap temple nou); es poden localitzar altres ordres amb un efecte similar. Eaton assenyala que es van construir nombrosos temples nous a altres zones de l'Imperi durant aquest temps. Richard Eaton, després d'una avaluació crítica de les fonts primàries, compta que 15 temples van ser destruïts durant el regnat d'Aurangzeb.

### Reformes administratives
Aurangzeb va rebre tributs de tot el subcontinent indi, utilitzant aquesta riquesa per establir bases i fortificacions a l'Índia, particularment al Carnatic, Deccan, Bengala i Lahore.

#### Ingressos

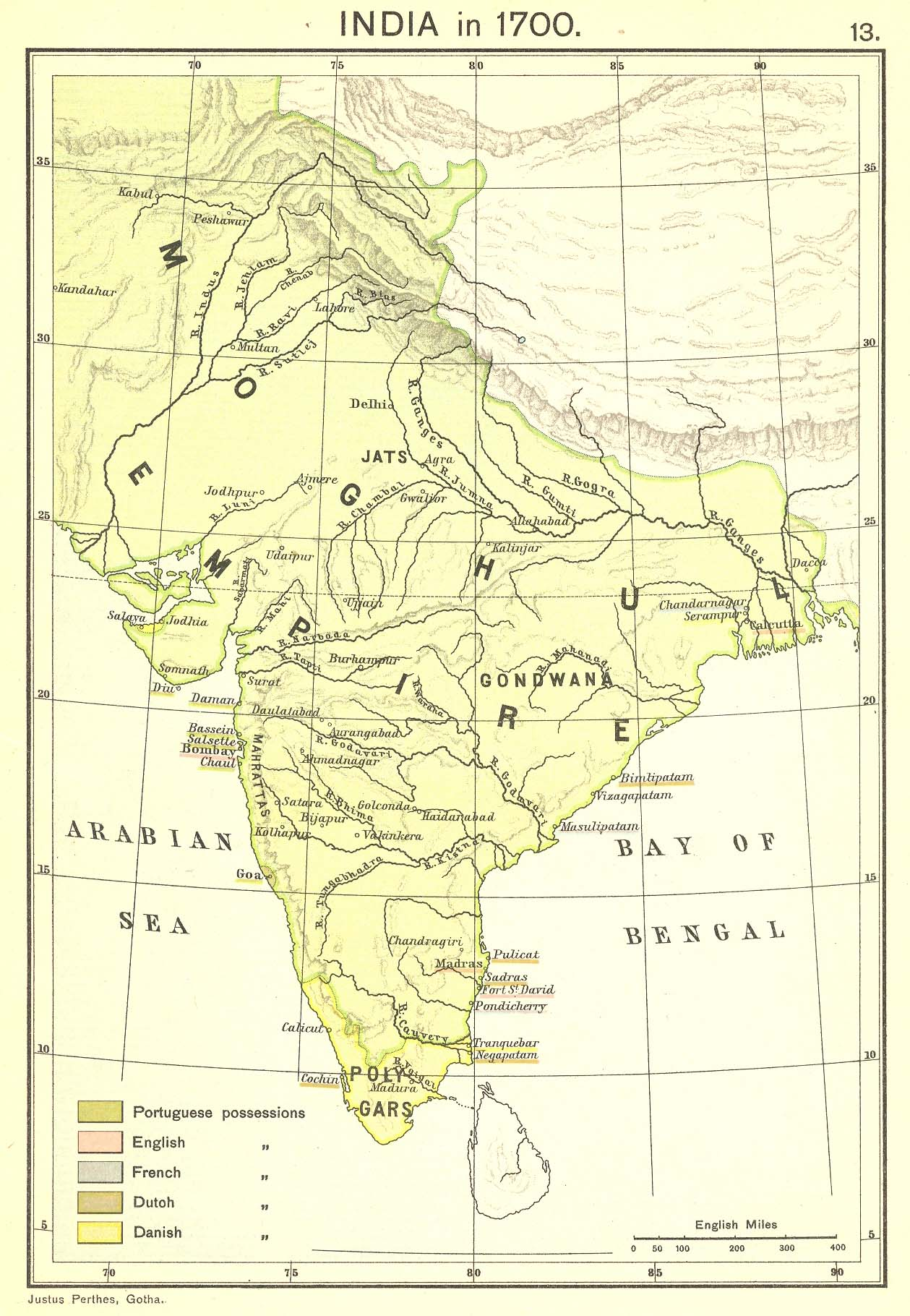
El 1690, Aurangzeb va ser reconegut com a «emperador del sultanat mogol des del cap Comorin fins a Kabul».

L'Hisenda d'Aurangzeb va aixecar un rècord de 100 milions de lliures d'ingressos anuals a través de diverses fonts com ara impostos, duanes i ingressos de la terra, etc. de 24 províncies. Tenia uns ingressos anuals de 450 milions de dòlars, més de deu vegades els del seu contemporani Lluís XIV de França.

#### Monedes
Aurangzeb va considerar que els versos de l'Alcorà no s'havien d'estampar a les monedes, com es feia antigament, perquè eren constantment tocats per les mans i els peus de les persones. Les seves monedes tenien el nom de la ciutat de la ceca i l'any d'emissió en una cara, i, a l'altra, la cita següent:
| « | Rei Aurangzib 'Ālamgir Monedes estampades, al món, com la lluna plena brillant. | » |

### Dret
El 1689, el segon Maratha Chhatrapati (rei) Sambhaji va ser executat per Aurangzeb. En un judici simulat, va ser declarat culpable d'assassinat i violència, atrocitats contra els musulmans de Burhanpur i Bahadurpur a Berar per Marathas sota el seu comandament.
El 1675, el líder sikh Guru Tegh Bahadur va ser arrestat per ordre d'Aurangzeb, considerat culpable de blasfèmia pel tribunal d'un Cadi i executat.
El 32è Da'i al-Mutlaq (Misioner Absolut) de la secta Dawoodi Bohra de Musta'lī islam Syedna Qutubkhan Qutubuddin va ser executat per Aurangzeb, llavors governador de Gujarat, per heretgia; el 27 de Jumadil Akhir 1056 AH (1648 dC), Ahmedabad, Índia.

### Militars

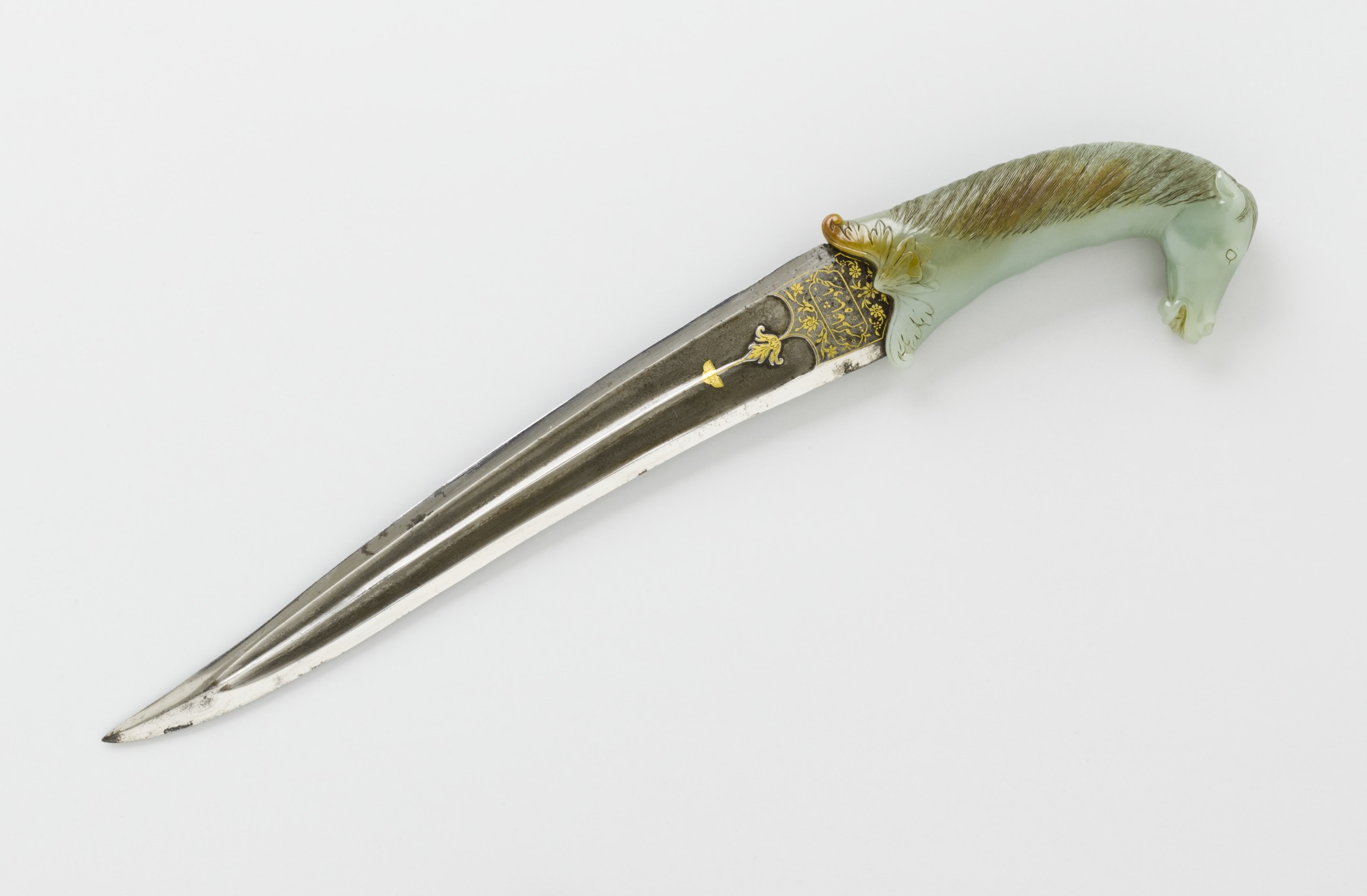
Daga (Khanjar) d'Aurangzeb (Badshah Alamgir).

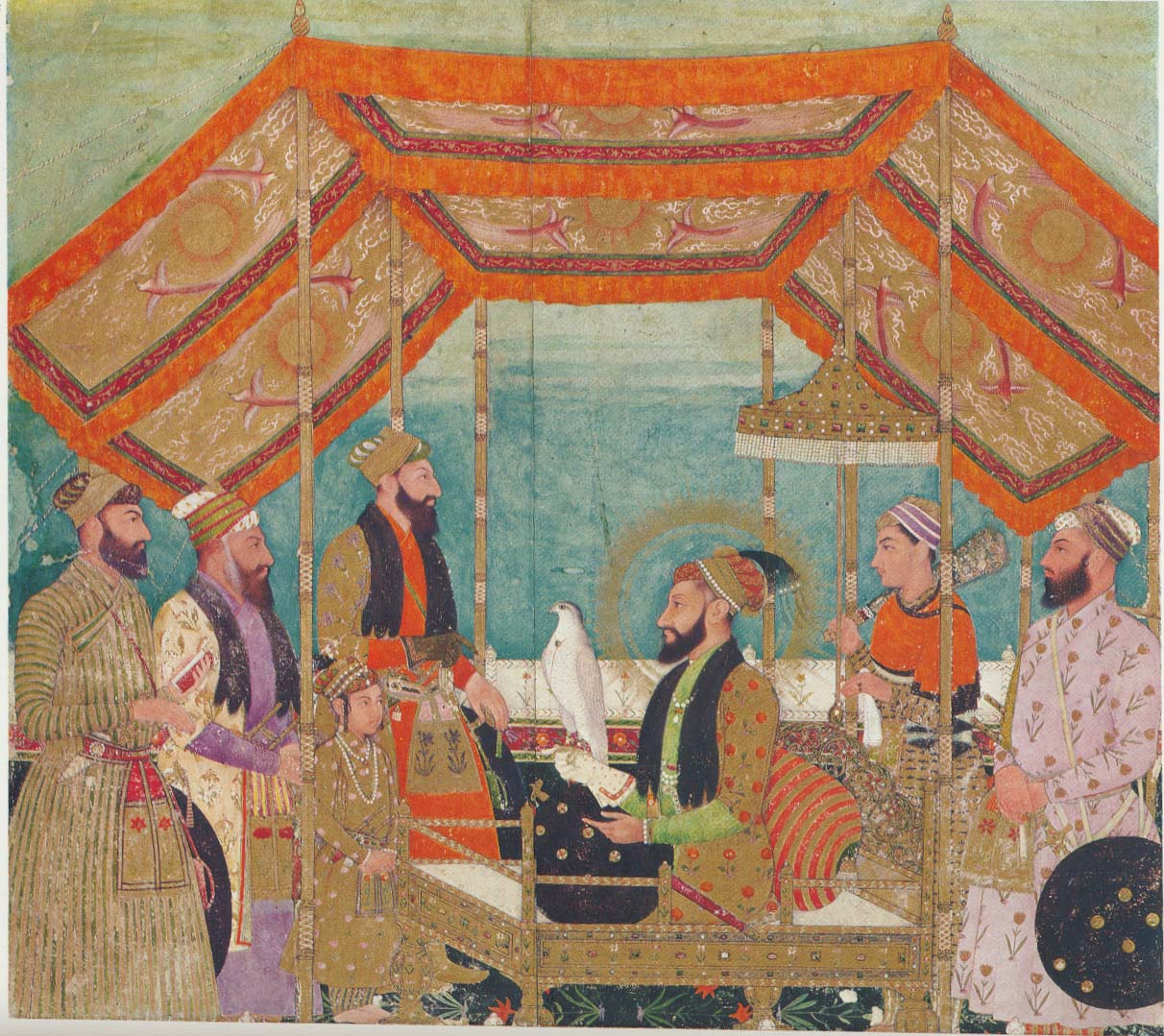
Aurangzeb assegut en un tron daurat sostenint un falcó al Durbar. Davant d'ell hi ha el seu fill, Azam Xah.

S'informa que Aurangzeb sempre inspeccionava els seus contingents de cavalleria cada dia, mentre provava la seva carcassa d'ovella, portada davant d'ell sense les entranyes i ben lligada, d'un sol cop.
El 1663, durant la seva visita a Ladakh, Aurangzeb va establir el control directe sobre aquesta part de l'Imperi i súbdits lleials com Deldan Namgyal van acceptar prometre tribut i lleialtat. També se sap que Deldan Namgyal va construir una Gran Mesquita a Leh, que va dedicar al domini mogol.

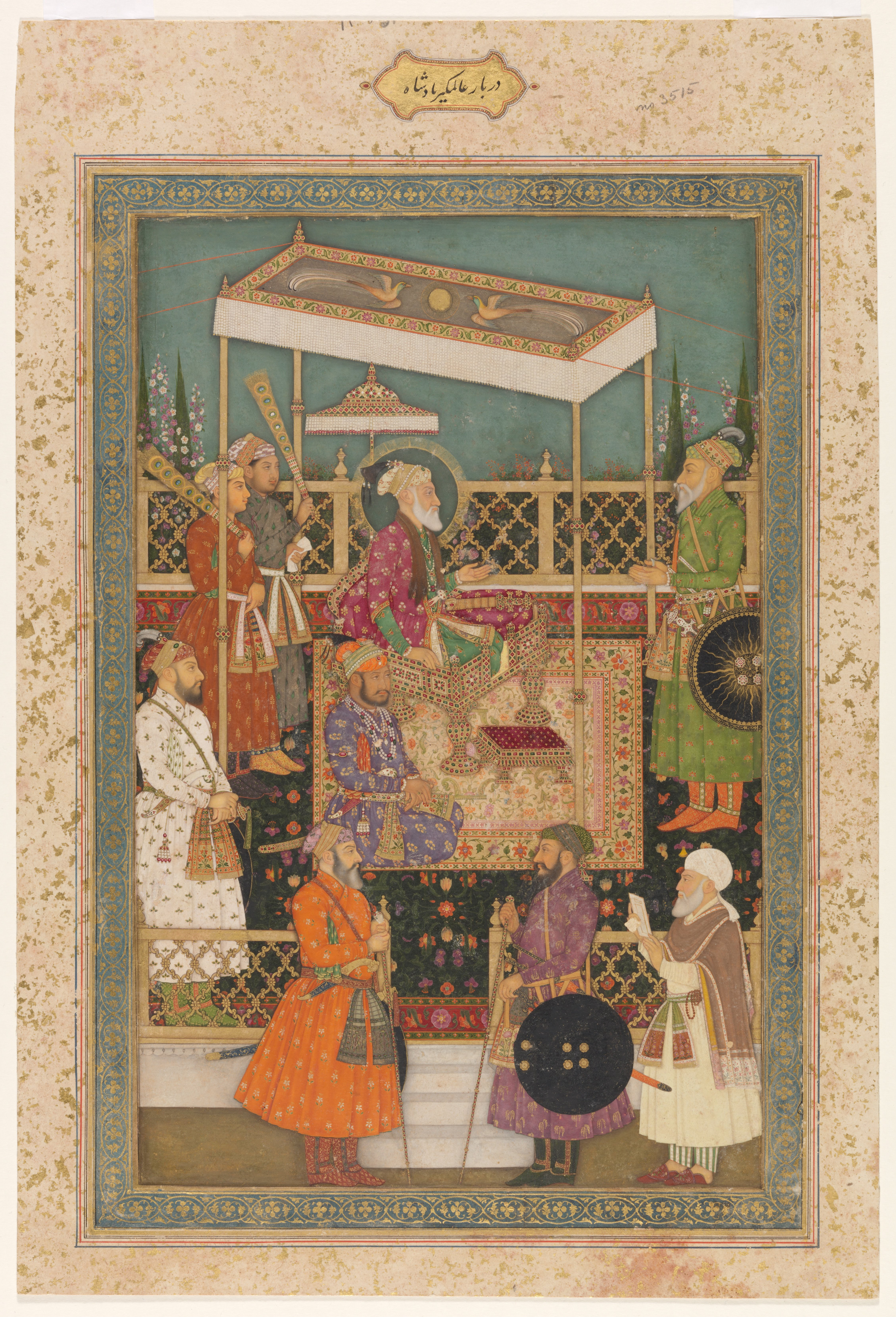
Aurangzeb rep el príncep Mu'azzam. Biblioteca Chester Beatty

El 1664, Aurangzeb va nomenar Shaista Khan subedar (governador) de Bengala. Shaista Khan va eliminar els pirates portuguesos i arakanesos de la regió, i el 1666 va recuperar el port de Chittagong del rei arakanès, Sanda Thudhamma. Chittagong va seguir sent un port clau durant el domini mogol.
El 1685, Aurangzeb va enviar el seu fill, Muhàmmad Azam Xah, amb una força de gairebé 50.000 homes per capturar el fort de Bijapur i derrotar a Sikandar Adil Shah (el governant de Bijapur) que es va negar a ser vassall. Els mogols no van poder fer cap avenç sobre el fort de Bijapur, principalment a causa de l'ús superior de bateries de canons a banda i banda. Indignat per l'estancament, el mateix Aurangzeb va arribar el 4 de setembre de 1686 i va comandar el setge de Bijapur; després de vuit dies de lluita, els mogols van ser victoriosos.
Només un governant restant, Abul Hasan Qutb Shah (el governant Qutbshahi de Golkonda), es va negar a rendir-se. Ell i els seus militars es van fortificar a Golkonda i van protegir ferotgement la mina de Kollur, que llavors era probablement la mina de diamants més productiva del món i un important actiu econòmic. El 1687, Aurangzeb va dirigir el seu gran exèrcit mogol contra la fortalesa de Dècan Qutbshahi durant el setge de Golkonda. Els Qutbshahis havien construït fortificacions massives al llarg de les generacions successives en un turó de granit de més de 400 metres d'alçada amb un enorme mur de vuit milles de llarg que tanca la ciutat. Les portes principals de Golkonda tenien la capacitat de rebutjar qualsevol atac d'elefant de guerra. Encara que els Qutbshahis van mantenir la inexpugnabilitat dels seus murs, a la nit Aurangzeb i la seva infanteria van aixecar complexes bastides que els van permetre escalar els alts murs. Durant el setge de vuit mesos, els mogols es van enfrontar a moltes dificultats, inclosa la mort del seu experimentat comandant Kilich Khan Bahadur. Finalment, Aurangzeb i les seves forces van aconseguir penetrar les muralles capturant una porta, i la seva entrada al fort va portar a Abul Hasan Qutb Shah a rendir-se; va morir després de dotze anys de presó mogol.
Les habilitats de fabricació de canons mogols van avançar durant el segle xvii. Un dels canons mogols més impressionants es coneix com el Zafarbaksh, que és un canó compost molt rar, que requeria habilitats tant en la soldadura de forja de ferro forjat com en les tecnologies de fosa de bronze i el coneixement profund de les qualitats d'ambdós metalls. L’Ibrahim Rauza era un canó famós. François Bernier, el metge personal d'Aurangzeb, va observar els carruatges mogols tirats cadascun per dos cavalls, una millora respecte als carruatges tirats per bous utilitzats en altres llocs de l'Índia.
Durant el govern d'Aurangzeb, el 1703, el comandant mogol a Coromandel, Daud Khan Panni va gastar 10.500 monedes per comprar de 30 a 50 elefants de Guerra de Ceilan.

### Art i cultura
Aurangzeb era conegut per la seva pietat religiosa; va memoritzar tot l'Alcorà, va estudiar els hadits i va observar rigorosament els rituals de l'islam, i transcriu còpies de l'Alcorà.
Aurangzeb tenia una naturalesa més austera que els seus predecessors, i va reduir molt el patrocini imperial de la miniatura figurativa mogol.

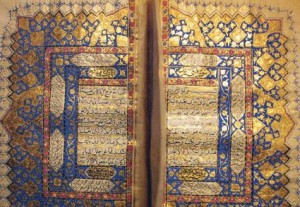
Manuscrit de l’Alcorà, parts del qual es creu que han estat escrites de la pròpia mà d'Aurangzeb.

Se sap que l'emperador mogol Aurangzeb va patrocinar obres de cal·ligrafia islàmica; la demanda de manuscrits de l'Alcorà a l'estil naskh va assolir el seu màxim durant el seu regnat. Després d'haver estat instruït per Syed Ali Tabrizi, Aurangzeb era ell mateix un talentós cal·lígraf en naskh, com ho demostren els manuscrits de l'Alcorà que va crear.

### Arquitectura
Aurangzeb no estava tan implicat en l'arquitectura com el seu pare. Sota el govern d'Aurangzeb, la posició de l'emperador mogol com a principal mecenes arquitectònic va començar a disminuir. Tanmateix, Aurangzeb va dotar algunes estructures significatives. Catherine Asher anomena el seu període arquitectònic com una islamització de l'arquitectura mogol. Una de les primeres construccions després de la seva adhesió va ser una petita mesquita de marbre coneguda com la Mesquita Moti Masjid (mesquita de la perla), construïda per al seu ús personal al complex del Fort Roig de Delhi. Més tard va ordenar la construcció de la mesquita Badshahi a Lahore, que avui és una de les mesquites més grans del subcontinent indi. La mesquita que va construir a Srinagar és encara la més gran del Caixmir. Aurangzeb va fer construir un palau a Aurangabad, que va existir fins fa uns anys.
La major part de l'activitat de construcció d'Aurangzeb va girar al voltant de les mesquites, però les estructures seculars no es van descuidar. El Mubarak Manzil a Agra va servir com a residència a la vora del riu després de la seva victòria a Samugarh. El Bibi Ka Maqbara a Aurangabad, el mausoleu de Rabia-ud-Daurani, va ser construït pel seu fill gran Muhàmmad Azam Xah per decret d'Aurangzeb. La seva arquitectura mostra una clara inspiració del Taj Mahal. Aurangzeb també va proporcionar i reparar estructures urbanes com fortificacions (per exemple, una muralla al voltant d'Aurangabad, moltes de les portes del qual encara sobreviuen), ponts, caravanserralls i jardins.
Aurangzeb va estar més involucrat en la reparació i manteniment d'estructures anteriors. Les més importants d'aquestes eren les mesquites, tant mogols com pre-mogols, que va reparar més que qualsevol dels seus predecessors. Va patrocinar els dargahs de sants sufís com Bakhtiyar Kaki, i es va esforçar per mantenir les tombes reials.

## Galeria

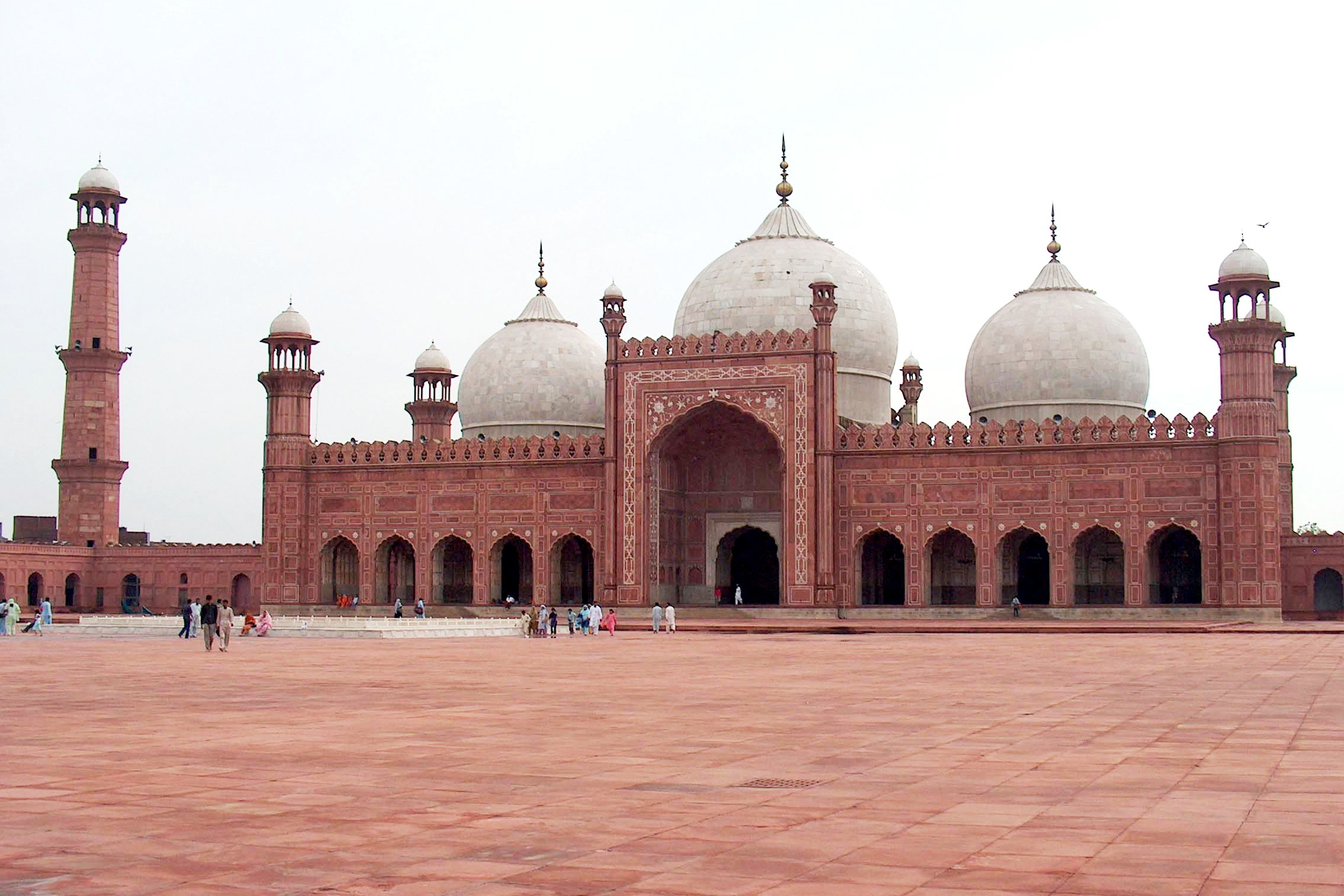
Mesquita de Badshahi del segle xvii construïda per Aurangzeb a Lahore.
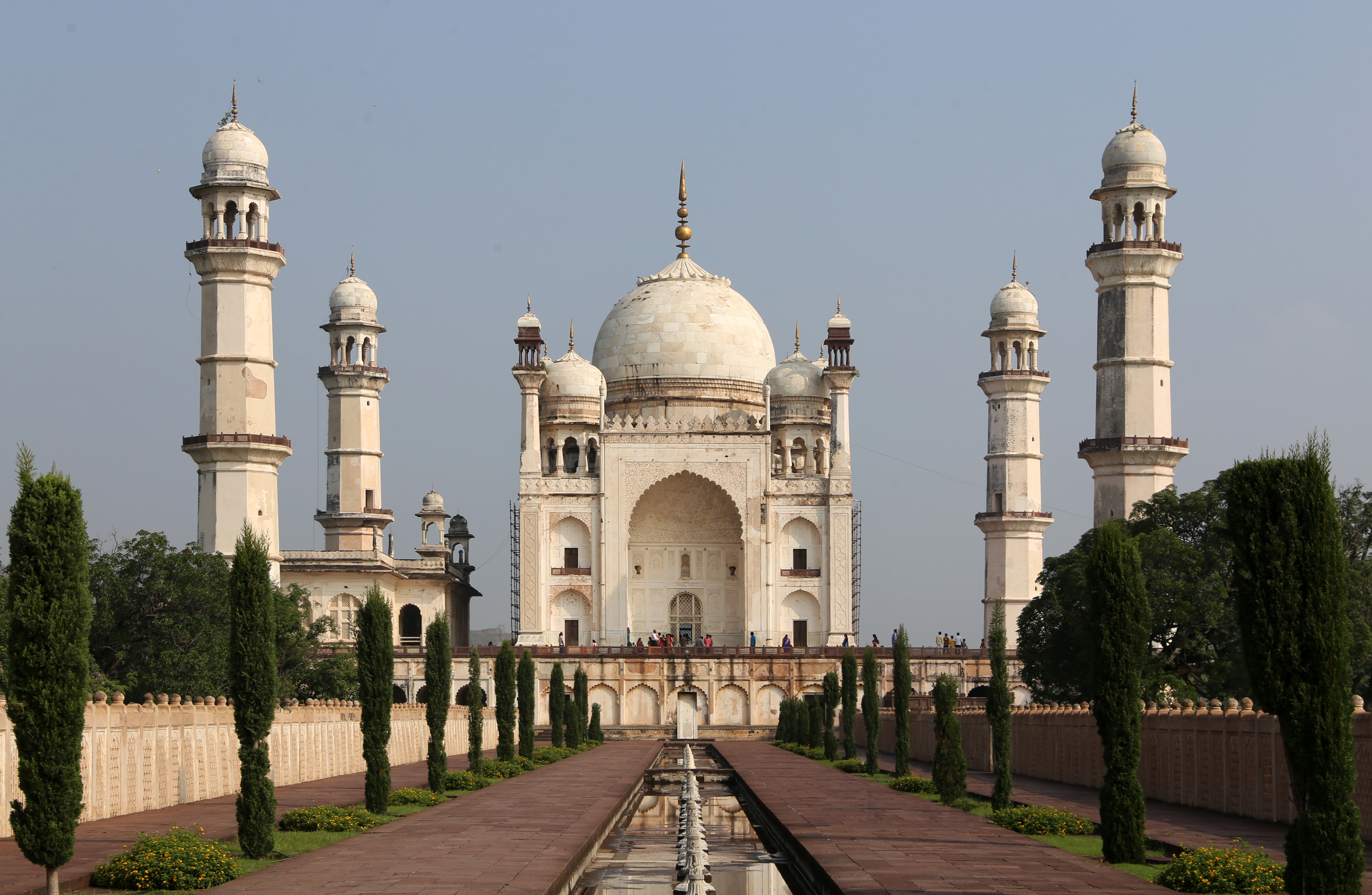
Bibi ka Maqbara.

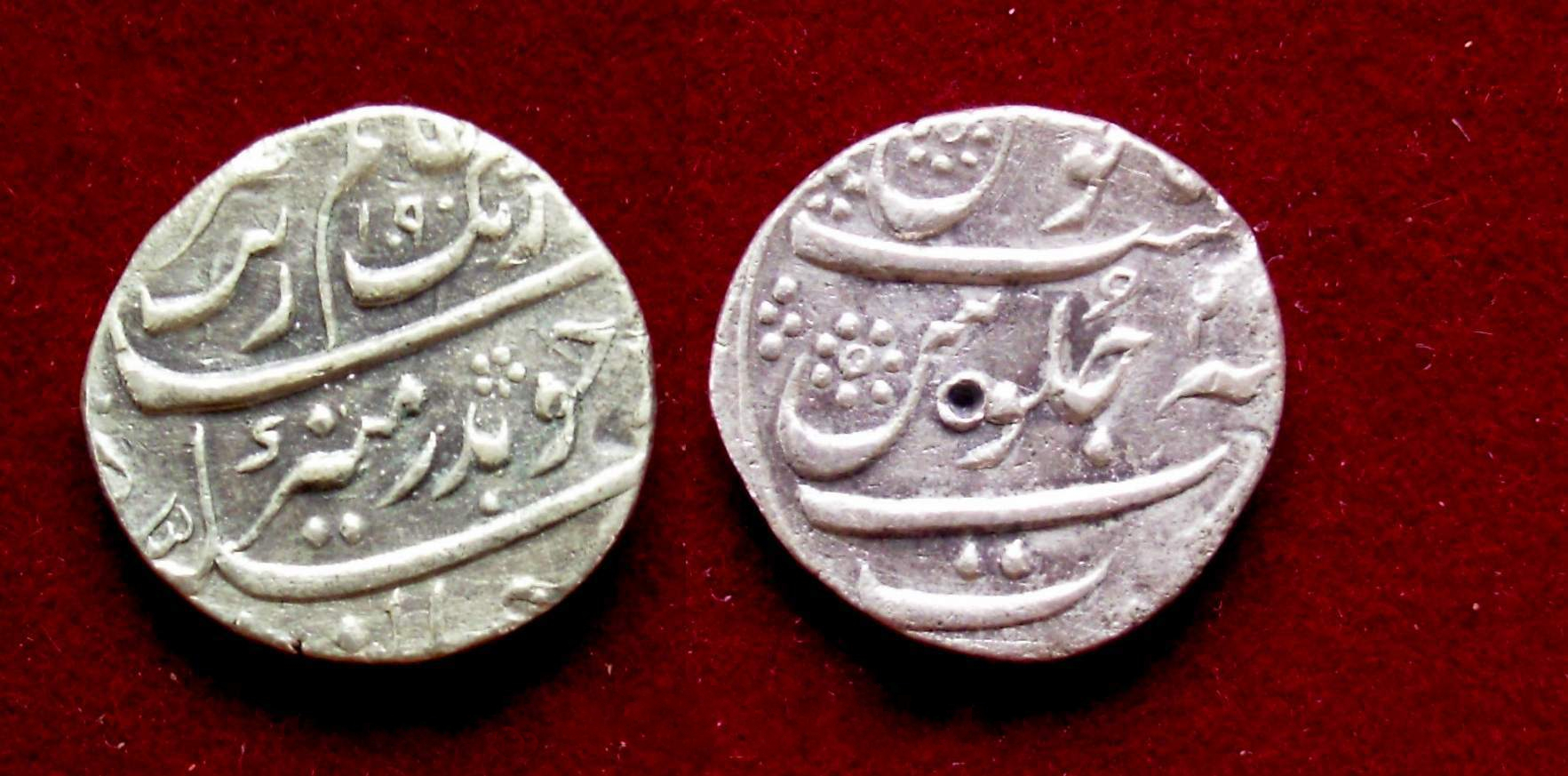
Mitja rupia
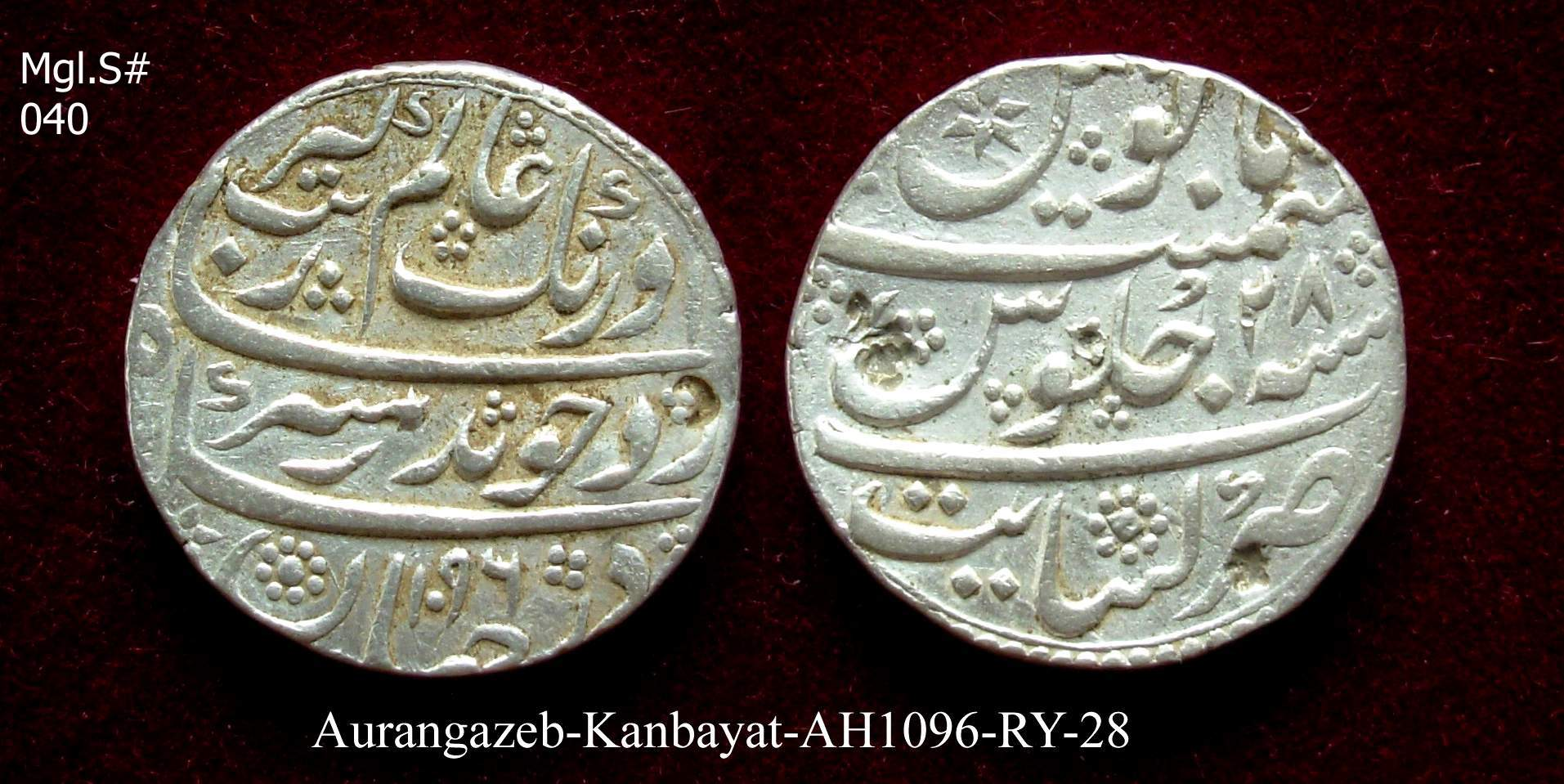
Moneda de rupia que mostra el nom complet
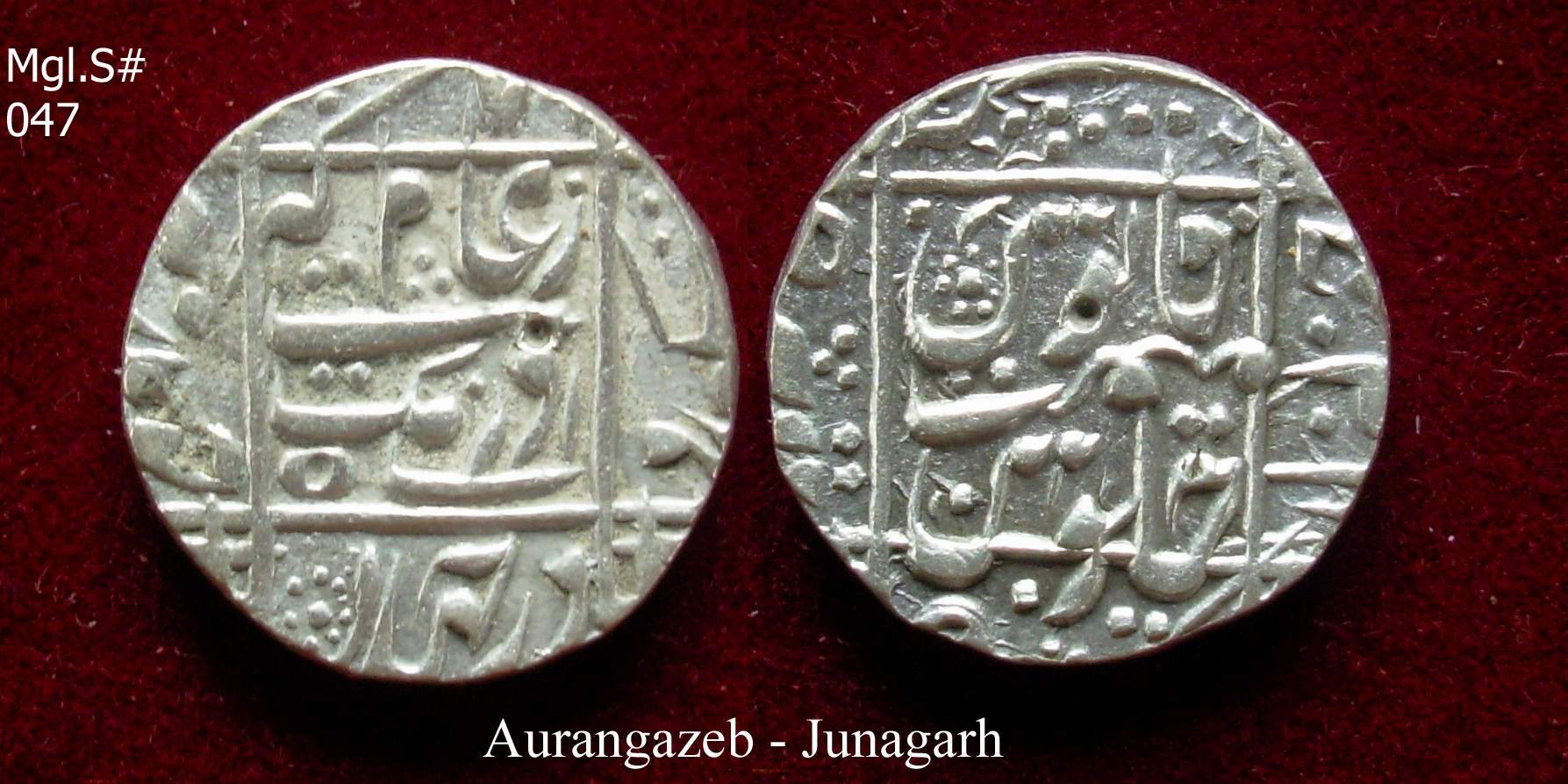
Rupia amb àrea quadrada
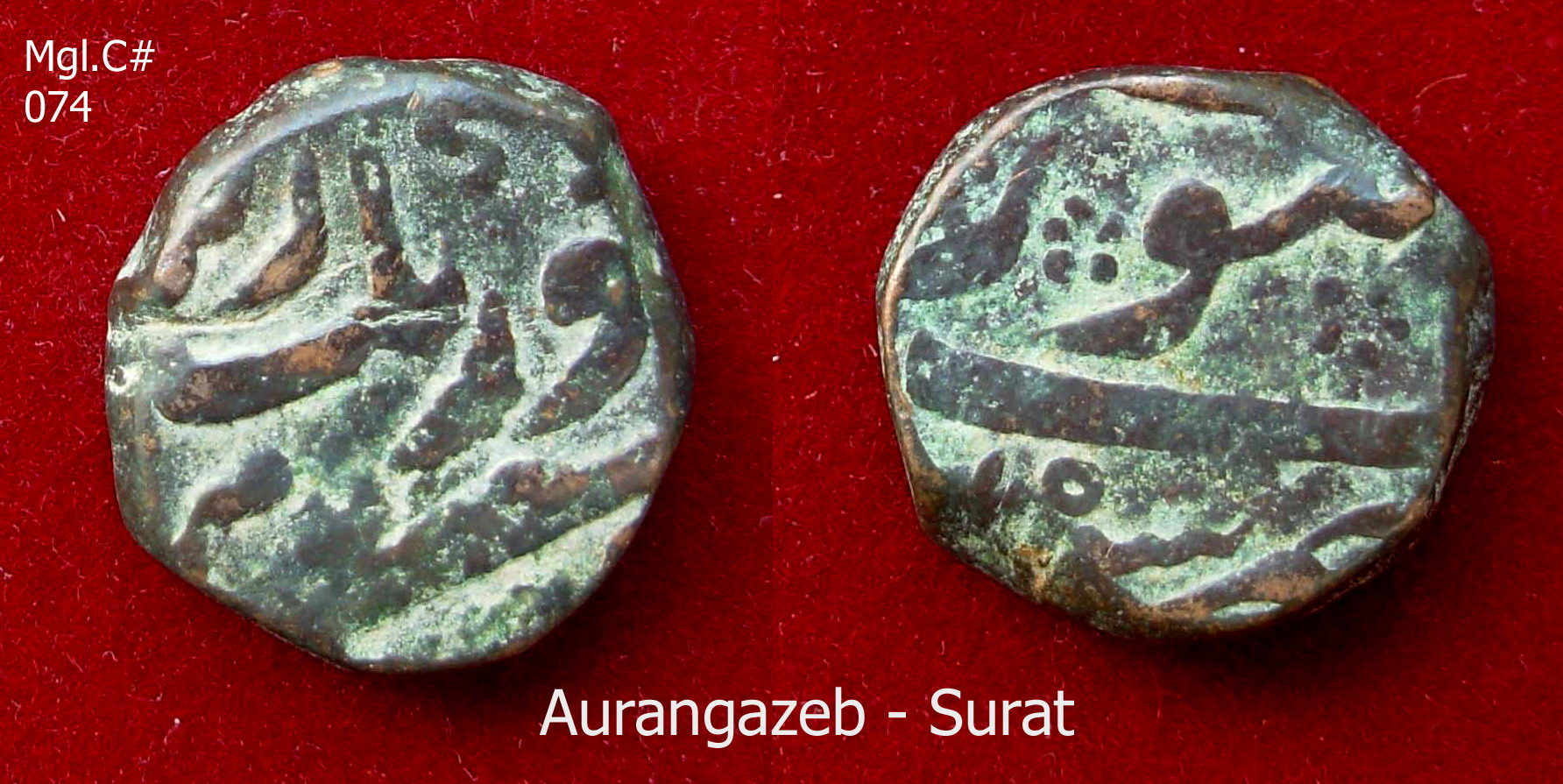
Una presa de coure d'Aurangzeb

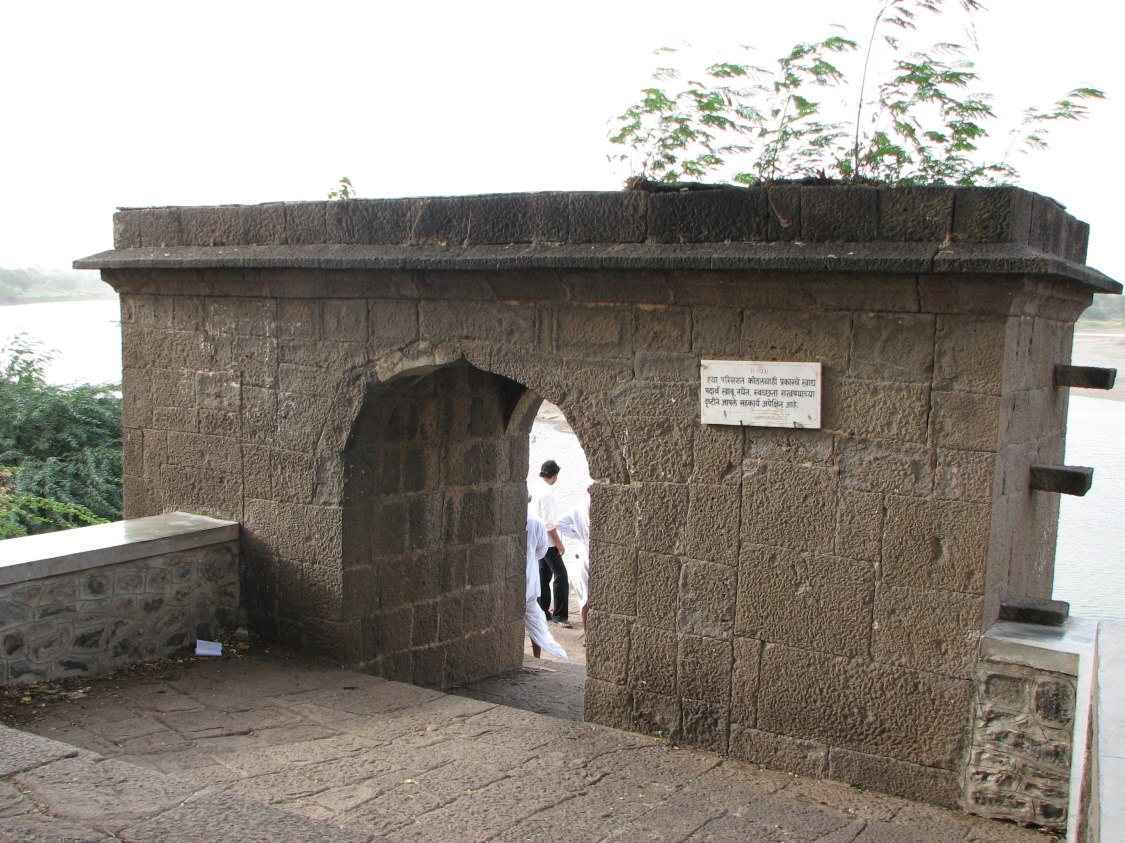
L'any 1689, segons els relats mogols, Sambhaji va ser jutjat, declarat culpable d'atrocitats[56] i executat.
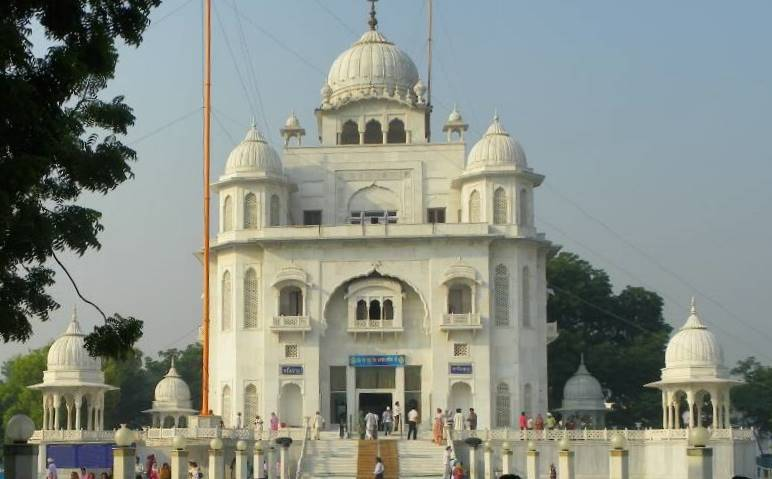
Guru Tegh Bahadur va ser executat públicament el 1675 per ordre d'Aurangzeb a Delhi
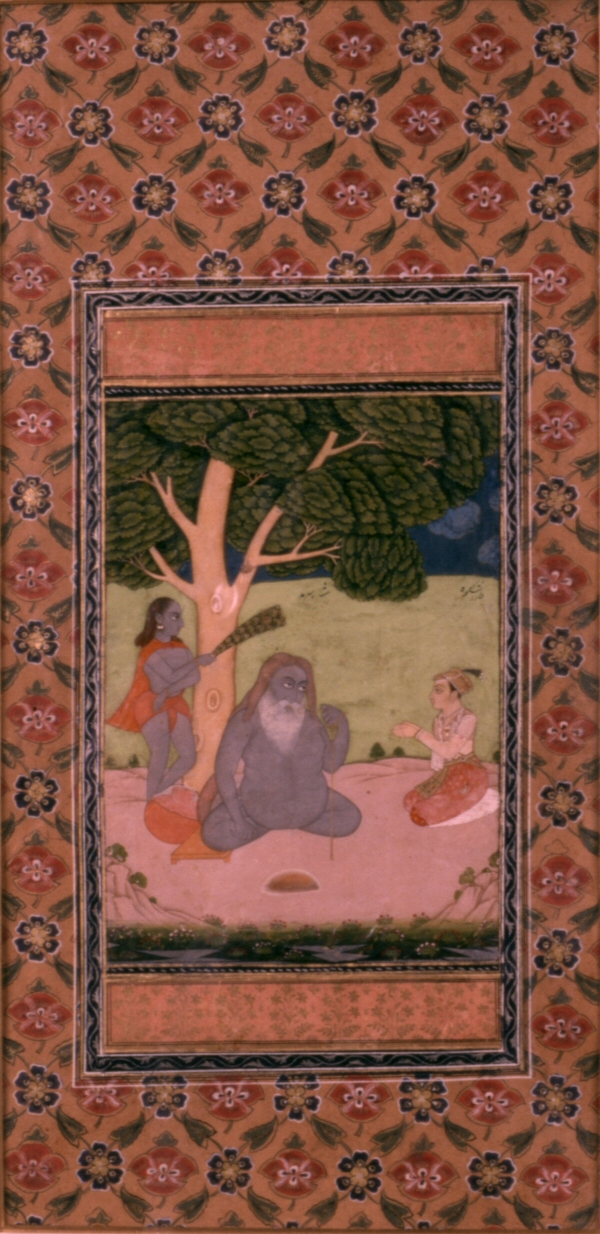
Sarmad Kashani, un jueu convertit a l'islam i místic sufí va ser acusat d'heretgia i executat.